# Лютенська волость
Лютенська волость — адміністративно-територіальна одиниця Гадяцького повіту Полтавської губернії.

## Структура
Лютенька була центром Лютенської волості. Орган влади - волосне управління. Керівництво волості обиралося громадою. Участь у голосуванні могли брати тільки заможні селяни. Бідняки і жінки не мали право голосу. Керівниками - старшиною, писарм, і писарчуком - обиралися заможні мешканці.Лютенька була поділена на 5 відомств. На кожне обирали десятника на один рік, праця якого оплачувалася державою. У поліції було три чоловіки: 2 "стражника" і урядник. Окрім старшини, на сільському сході на кожен стан (селянський, міщанський і різночинський) обирали старосту і зборщика: казенно-селянський староста і зборщик, міщанський і різночинський староста і зборщик.

## Історія
Після ліквідації маніфестом від 1765 року козацького самоврядування в Україні,(Лютенська сотнія) Лютенька стає власницьким селом.
Село перебувало у власності роду Михайла Бороховича, Лютенського сотника та Гадяцького полковника. Після його смерті у володінні його дружини - Олени та  - Захара Рощаковського (до 1683 — до 1747) Він використовуючи прихильне ставлення до свого тестя гетьмана Скоропадського, добився підтвердження своїх прав на посаг дружини — онуки гадяцького полковника Михайла Бороховича. До його рук переходить містечко Лютенька, де мешкала дружина, та села Соколівка, Лисівка, Млини, Перевіз. Пізніше приєднав до своїх володінь село Петрівку та хутір біля села Свинарної (зараз — Соснівка).
В ці ж роки, частину лютенчан які не мали власної землі, так звані підсусідки, остаточно закріпачили, але таких було не більше трьох десятків. Державних селян, які користувалися казенною землею, але були феодально залежні від держави, вважаючись проте особисто вільними, було 250 - 300 чоловік. Але основну частину мешканців Лютеньки населяли козаки, в різний період їхня кількість змінювалася, але ніколи їх не було менше 2/3 кількісного складу мешканців Лютеньки.
У 1764 році Лютенька була подарована останньому гетьману України К. Розумовському, який частину кріпаків продав у казну в 1785 році. Тоді тут було 177 господарств посполитих, які володіли 577 десятинами орної землі, що розподілялася досить нерівномірно: 31 господарство зовсім не мало землі, наділи 50 господарств не перевищували 3 десятин землі, а 68 господарств — 6 десятин. Таким чином, наділи 81 господарства з 177 не забезпечували навіть напівголодного існування сільських трудівників, і вони змушені були вдаватися до заробітків.
Серед тих, кого продав Розумовський, було 602 чоловіки і 571 жінка.
Чимало безземельних і малоземельних селян, щоб прохарчувати себе і свої сім'ї, займалися щетинництвом — ходінням у дорогу для обміну різних галантерейних товарів (голок, сережок, ниток, гапликів тощо) на щетину (звідси і назва), вовну, роги, кінські гриви і хвости.
Не змінилося становище населення і в першій половині XIX століття. Селяни кріпаків, як і іншу власність, продавали або обмінювали. Ось одне з оголошень, що друкувалося в газетах того часу. «19 квітня 1848 року призначено для продажу для виплати боргів губернському секретарю і казенної недоїмки в Лютенці 6 жінок, житловий будинок з іншими будівлями, землі під будівлями одна десятина, орної і лісної землі 30 десятин».
Реформа 1861 року не внесла істотних змін у землеволодіння найбіднішої частини селянства. Воно як було, так і залишалося безземельним і малоземельним. До того ж селяни сплачували викупні платежі.
497 ревізьких душ державних селян Лютеньки одержали під час реформи 1697 десятин 1819 кв. сажнів землі, за яку в 1900 році виплатили 2536 крб. 33 коп. викупних платежів. 114 ревізьких душ поміщицьких селян Лютеньки одержали від поміщиків 118 десятин 1166 кв. сажнів землі, за неї вони і в 1900 році платили 207 крб. 46 копійок.
Станом на 1885 рік — складалася з 2 поселень, 8 сільських громад. Населення 7161 — осіб (3499 осіб чоловічої статі та 3662 — жіночої), 1215 дворових господарств.
Невідомий кореспондент у 1907 році писав:
«Трудне життя у нашій Лютенці, що рік то все важче стає. Як поживемо ще років 10—15, то, мабуть, не буде вистачати хліба і на харчі, бо чисельність людей зростає, а земля перестає родити».
З великою радістю зустріли трудящі Лютеньки звістку про повалення самодержавства,Всіх цікавило земельне питання, адже в містечку було значне перенаселення, багато лютенчан, щоб прогодувати багатодітну сім'ю вирішували на заробітки на Донбас або в Таврію. В містечку почалося національне пробудження, відкрилася "Просвіта", драматичні гуртки, ставилися вистави українською мовою. Лютенчани, як і більшість українців зайняли очікувальну позицію - " а що буде далі?". На початку 1918 року в селі був створений ревком на чолі з петроградським більшовиком Івановим. Ревком став здійснювати перші декрети Радянської влади, але більшовики скаржилися на "непонимания вопросов, которые ставит перед крестьянами большевитская власть. Даже беднейшие слои населения в большинстве не поддерживают Советскую власть". Лютенька, як і більшість населених пунктів "переходила з рук в руки", більшовиків вигнали війська УНР, під час Гетьманату, в селі були німецькі війська, побувало містечко у владі денікінських військ.
Наприкінці 1919 року владу на Полтавщині захопили більшовики,які вступили в Україну під приводом боротьби з денікінськими військами на півдні України. В Лютенці вони встановили "советскую власть", в керівництво набрали активістів з найбідніших верств населення у складі: селян І. Д. Перевали, Я. П. Березовського, В. Кійка, Т. Я. Козика, учителя І. Я. Коцюби, робітника з Костянтинівки М. П. Головашича, ткалі А. С. Головашич, що працювала в ткацькій майстерні Лютеньки.
З 7 березня 1923 року по 13 червня 1930 рік Лютенська волость входить в Роменську округу. Не довгий час, до 15 вересня 1930 року входила в Сумський округ..
- Волости и важнейшие селения Европейской России.

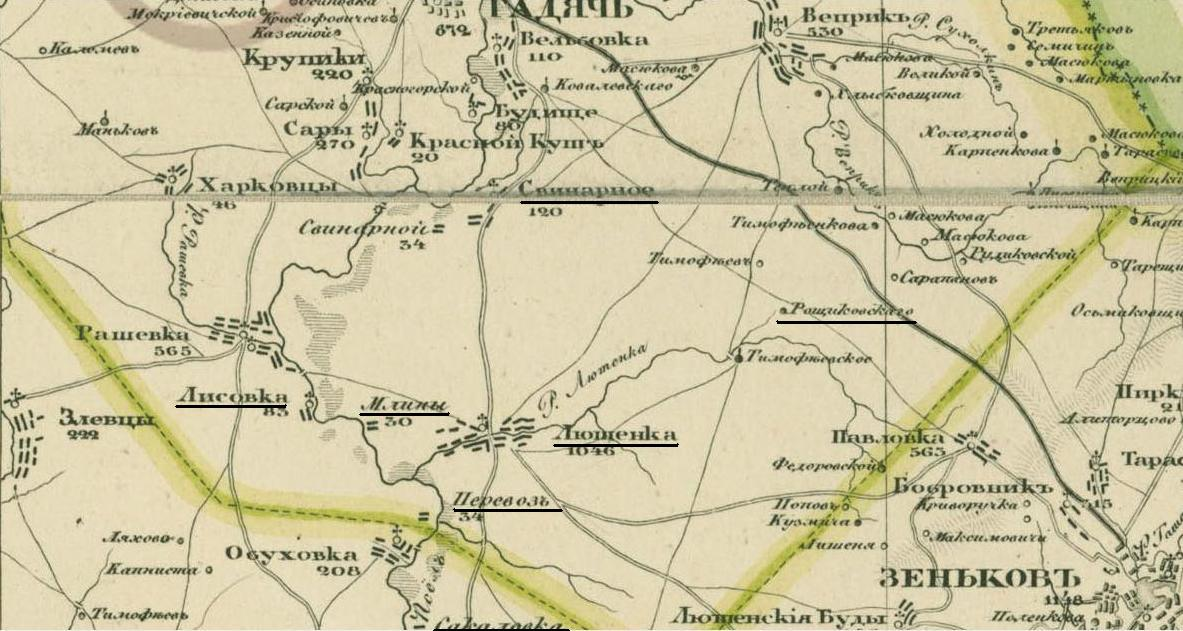
Володіння Рощаковських у Гадяцькому повіті
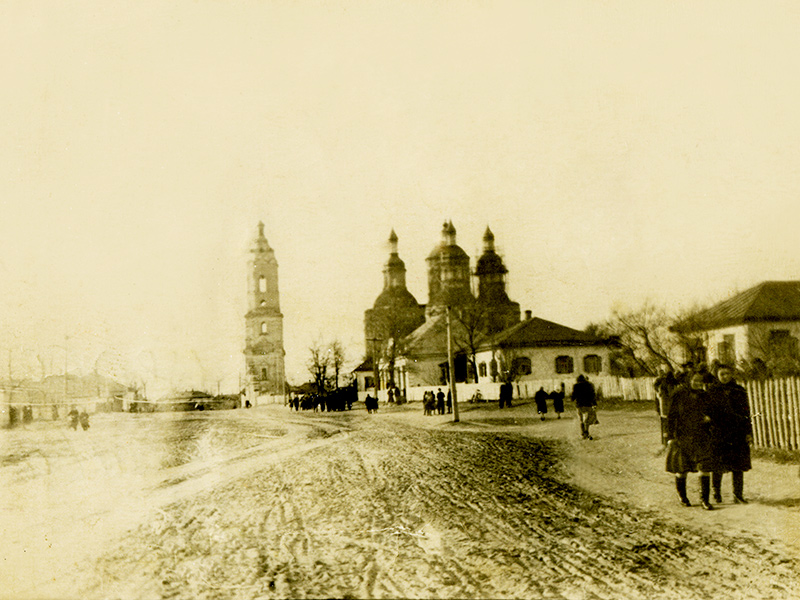
Центральна вулиця. На фоні Успенська церква. Лютенька

## До волості входило
- с. Лютенські Будища.
- с. Юр'ївка.
- с. Млини.

## Старшинами волості були
- ?-1865-? козак Чабанівський, засідатель Беркіз.
- ?-1870-1974-? року козак Любарець С.П.
- ?-1900—1907 роках козак Іван Максимович Скаженик.
- 1907-1910-?  козак Павло(Полікарп?) Іванович Злепко.
- 1913—1915 роках козак Сергій Дмитрович Паньковський.